# دير سمولني

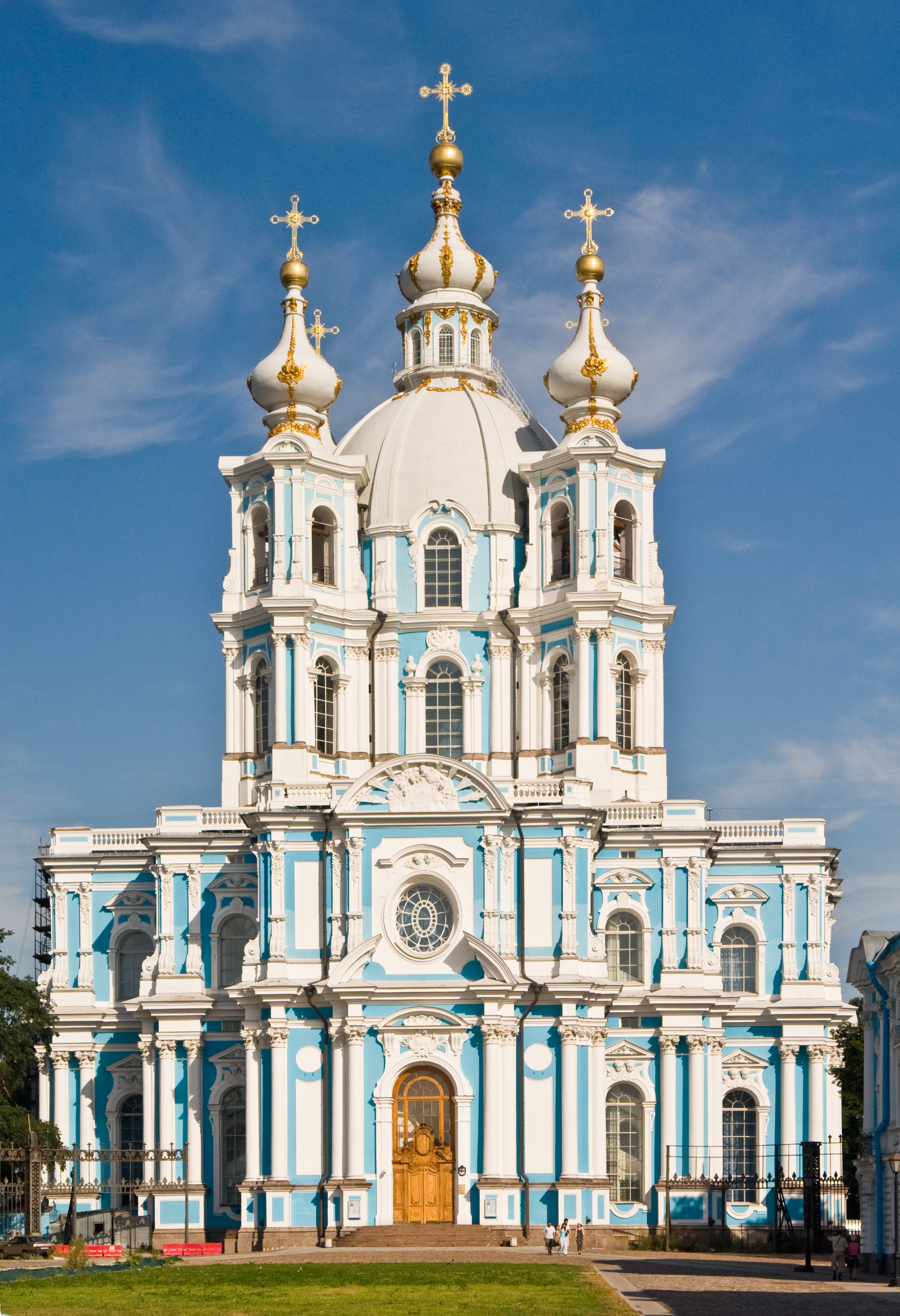
دير سمولني.

دير سمولني (بالروسيَّة: Смольный монастырь) هو دير أرثوذكسي شرقي يقع على ضفة نهر نيفا في مدينة سانت بطرسبرغ الروسية. ويتألف من كاتدرائية سوبور ومُجّمع من المباني المحيطة به.
وقد بني هذا الدير الروسي الأرثوذكسي لإيواء إليزابيث إمبراطورة روسيا ابنة بطرس الأكبر. بعدما لم يسمح لها الخلافة على العرش، وبالتالي اختارت أن تصبح راهبة. لكن أطيح بعدما أطيح بسلفها الامبراطوري، إيفان السادس في انقلاب (قام به الحرس الملكي في عام 1741). قررت اليزابيث الخروج من الحياة الرهبانية وقبلت العرض المقدم من العرش الروسي وأضحى الدير يعمل برعاية ملكية.